# Estonská reformní strana
Estonská reformní strana je liberální politická strana v Estonsku. Její předsedkyní je Kaja Kallas. Strana má 30 členů ve 101 místném estonském parlamentu, což jí dělá nejsilnější estonskou parlamentní stranou. Založena byla roku 1994 prezidentem Estonské národní banky Siimem Kallasem. Ve volbách roku 1995 se strana dostala do parlamentu, v němž získala 19 mandátů, byla však v opozici. Další volební úspěchy strany shrnuje následující tabulka:
| Rok voleb | Počet voličů | %    | mandáty  | Pozice | Koaliční / opoziční strana                      |
| --------- | ------------ | ---- | -------- | ------ | ----------------------------------------------- |
| 1995      | 87,531       | 16,2 | 19/101   | 2.     | Opoziční strana                                 |
| 1999      | 77,088       | 14,9 | 18/101   | 3.     | Koaliční strana                                 |
| 2003      | 87,551       | 17,7 | 19/101   | 3.     | Koaliční strana                                 |
| 2007      | 153,044      | 27,8 | 31/101   | 3.     | Koaliční strana                                 |
| 2011      | 164,255      | 28,6 | 33/101   | 1.     | Koaliční strana                                 |
| 2015      | 158,885      | 27,7 | 30/101   | 1.     | Koaliční strana (od listopadu 2016 opoziční)    |
| 2019      | 162,332      | 28,8 | 34 / 101 | 1.     | Opozice (2019-2021) Koaliční strana (2021-2023) |
| 2023      | 190,632      | 31.2 | 37 / 101 | 1.     | Koaliční strana                                 |

V listopadu 2016 došlo ve stávající koalici k rozbrojům, rozpadla se a byla sestavena nová. Poprvé od roku 1999 se Estonská reformní strana tak ocitla v opozici. V důsledku toho odstoupil předseda strany Taavi Rõivas a 7. ledna 2017 byl zvolen Hanno Pevkur.

## Fotografie

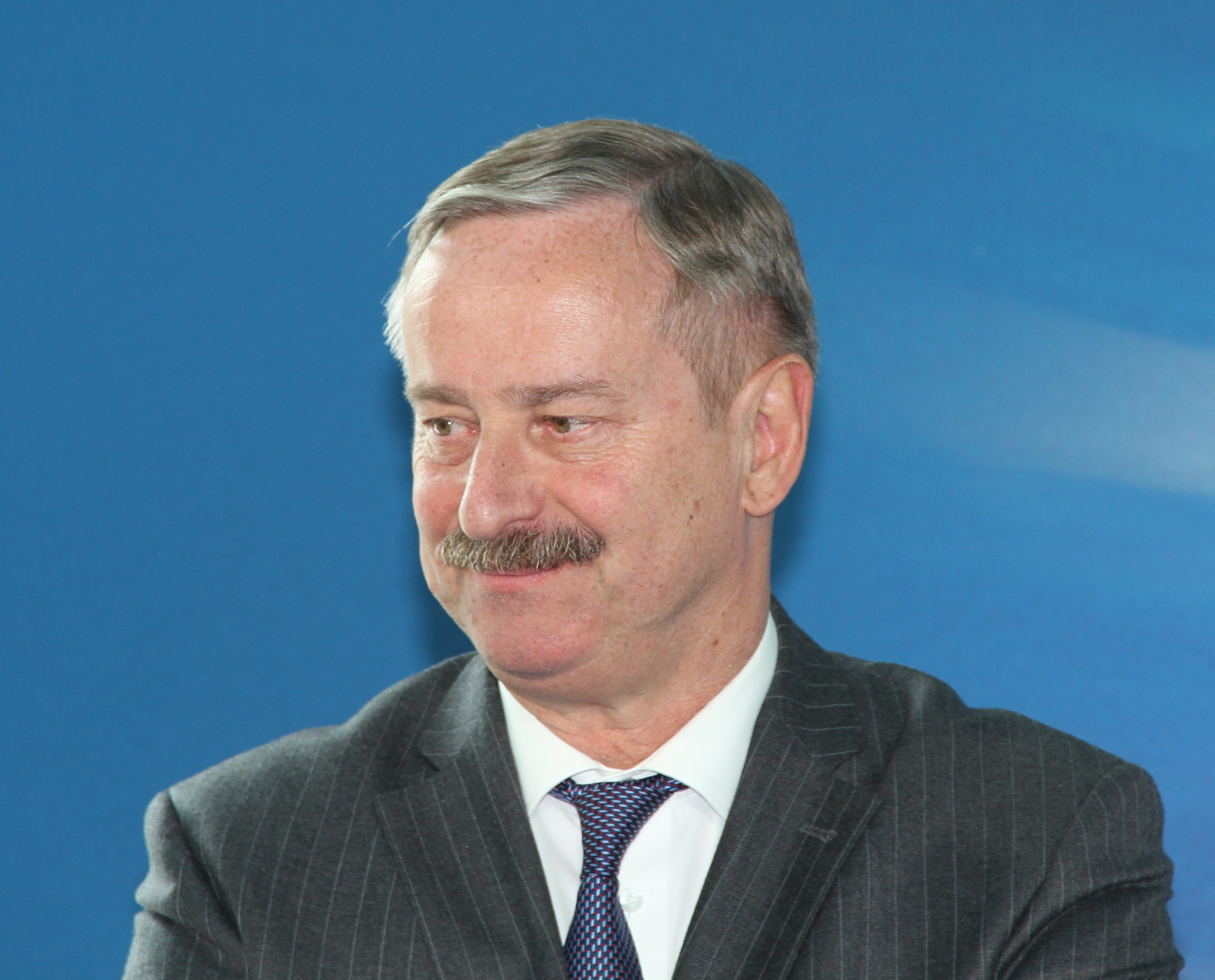
Siim Kallas, zakladatel strany
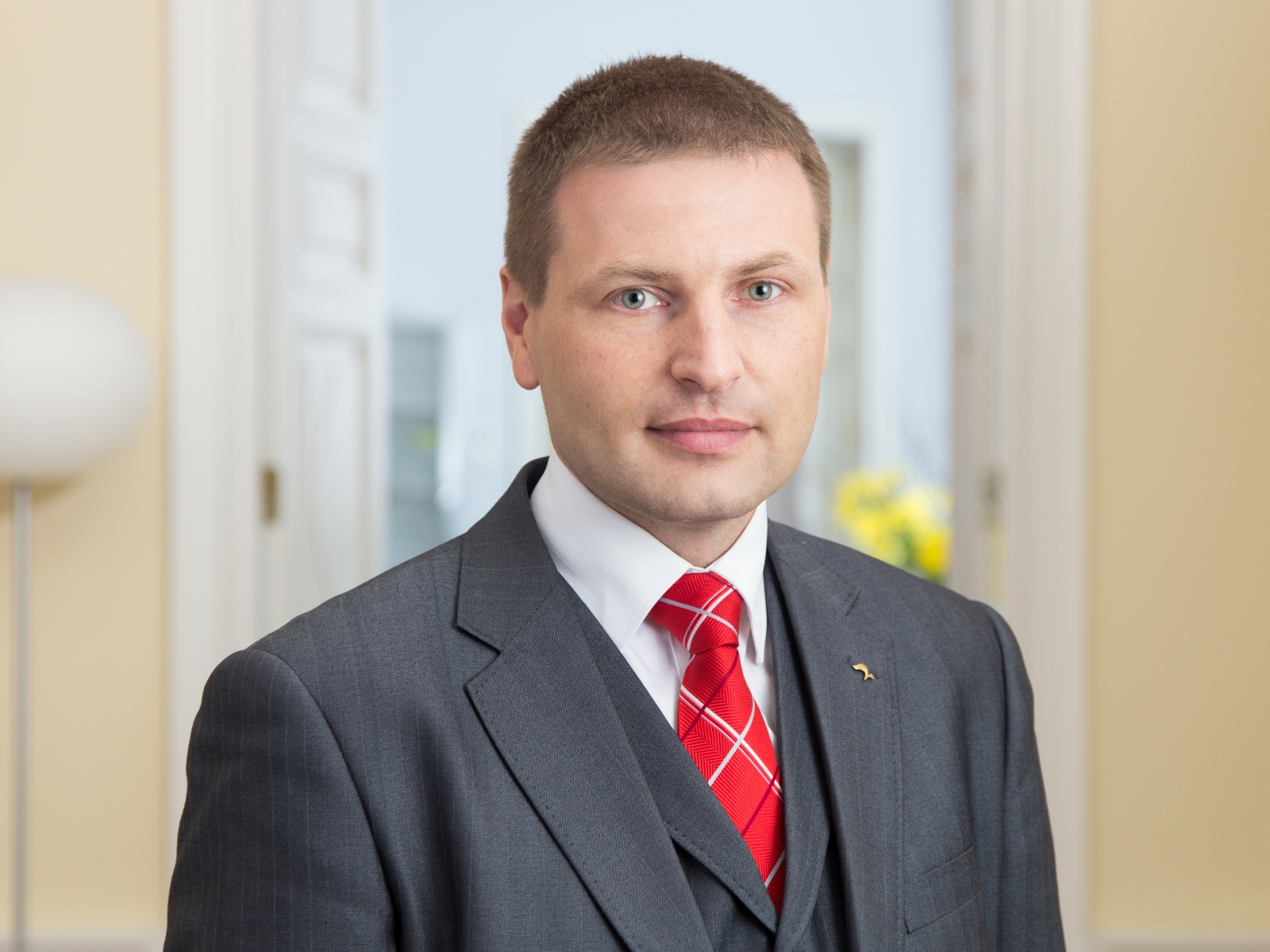
Hanno Pevkur, současný předseda strany